# Miguel Almirón
Miguel Ángel Almirón Rejala (Asunción, 1994. február 10. –) paraguayi válogatott labdarúgó, az Atlanta United középpályása.

## Pályafutása

### Lanús
Almirón a Cerro Porteñóban kezdte pályafutását, majd 2015 augusztusában igazolt az argentin Lanúshoz. Guillermo Barros Schelotto vezetőedző az első szezonjában még kiegészítő emberként számított rá, azonban 2016-ban, Jorge Almirón irányítása alatt a csapat meghatározó tagjává vált. A 2016-os szezonban bajnoki címet nyert a csapattal. A Copa Bicentenario döntőjében győztes gót szerzett a Racing Club de Avellaneda ellen.

### Atlanta United
2016. december 5-én a Major League Soccerben, azaz az Észak-amerikai labdarúgó-bajnokságban szereplő Atlanta United csapatában folytatta pályafutását. Az Atlanta nyolcmillió dolláros átigazolási díjat fizetett érte a Lanúsnak. Első gólját 2017. március 12-én szerezte új csapatában a ligaújonc Minnesota United elleni 6–1-re megnyert bajnokin. Május 20-án mesterhármast szerzett a Houston Dynamo ellen, egy héttel később pedig kétszer volt eredményes a New York City elleni bajnokin. Augusztus 2-án két csapattársával együtt részt vett a liga All Star-mérkőzésén. A bajnokság során hétszer választották be a forduló csapatába és kétszer választották meg a hét legjobbjának a ligában. A bajnokság végén az év újoncának választották és a bajnokság legjobb csapatába is beválasztották.

### Newcastle United
2019. január 31-én az angol élvonalban szereplő Newcastle Uniteddel írt alá öt és fél évre szóló szerződést. A Newcastle több mint húszmillió eurót fizetett érte, ami új rekord volt a csapat történetében.
2022 októberében a Premier League hónap játékosa lett és a hónap gólja díjat is elnyerte.

### Atlanta United másodszor
2025. január 30-án visszatért az Atlanta United csapatához.

## Statisztika

### Klubcsapatokban
2022. november 6-án frissítve. 
| Klub             | Szezon         | Bajnokság           | Bajnokság | Bajnokság | Országos kupa | Országos kupa | Ligakupa | Ligakupa | Nemzetközi kupa | Nemzetközi kupa | Összesen | Összesen |
| Klub             | Szezon         | Bajnokság           | P.        | Gól       | P.            | Gól           | P.       | Gól      | P.              | Gól             | P.       | Gól      |
| ---------------- | -------------- | ------------------- | --------- | --------- | ------------- | ------------- | -------- | -------- | --------------- | --------------- | -------- | -------- |
| Cerro Porteño    | 2013           | Primera División    | 6         | 1         | 0             | 0             | 0        | 0        | 0               | 0               | 6        | 1        |
| Cerro Porteño    | 2014           | Primera División    | 14        | 0         | 0             | 0             | 0        | 0        | 1               | 0               | 15       | 0        |
| Cerro Porteño    | 2015           | Primera División    | 19        | 5         | 0             | 0             | 0        | 0        | 1               | 0               | 20       | 5        |
| Cerro Porteño    | Összesen       | Összesen            | 39        | 6         | 0             | 0             | 0        | 0        | 2               | 0               | 41       | 6        |
| Lanús            | 2015           | Primera División    | 10        | 0         | 1             | 0             | 0        | 0        | 3               | 1               | 14       | 1        |
| Lanús            | 2016           | Primera División    | 13        | 3         | 2             | 0             | 0        | 0        | 2               | 0               | 17       | 3        |
| Lanús            | 2016–17        | Primera División    | 12        | 0         | 2             | 0             | 0        | 0        | 0               | 0               | 14       | 0        |
| Lanús            | Összesen       | Összesen            | 35        | 3         | 5             | 0             | 0        | 0        | 5               | 1               | 45       | 4        |
| Atlanta United   | 2017           | Major League Soccer | 30        | 9         | 1             | 0             | 1        | 0        | 0               | 0               | 32       | 9        |
| Atlanta United   | 2018           | Major League Soccer | 32        | 12        | 1             | 0             | 4        | 1        | 0               | 0               | 37       | 13       |
| Atlanta United   | Összesen       | Összesen            | 62        | 21        | 2             | 0             | 5        | 1        | 0               | 0               | 69       | 22       |
| Newcastle United | 2018–19        | Premier League      | 10        | 0         | 0             | 0             | 0        | 0        | –               | –               | 10       | 0        |
| Newcastle United | 2019–20        | Premier League      | 36        | 4         | 6             | 4             | 0        | 0        | –               | –               | 42       | 8        |
| Newcastle United | 2020–21        | Premier League      | 34        | 4         | 1             | 0             | 4        | 1        | –               | –               | 39       | 5        |
| Newcastle United | 2021–22        | Premier League      | 30        | 1         | 1             | 0             | 1        | 0        | –               | –               | 32       | 1        |
| Newcastle United | 2022–23        | Premier League      | 14        | 8         | 0             | 0             | 1        | 0        | –               | –               | 15       | 8        |
| Newcastle United | Összesen       | Összesen            | 124       | 17        | 8             | 4             | 6        | 1        | –               | –               | 138      | 22       |
| Karrier összes   | Karrier összes | Karrier összes      | 258       | 46        | 15            | 4             | 12       | 2        | 7               | 1               | 294      | 53       |

### A válogatottban
2024. november 19-i állapotnak megfelelően.
| Csapat   | Év       | Pályára lépések | Gól |
| -------- | -------- | --------------- | --- |
| Paraguay | 2015     | 1               | 0   |
| Paraguay | 2016     | 6               | 0   |
| Paraguay | 2017     | 5               | 0   |
| Paraguay | 2018     | 2               | 0   |
| Paraguay | 2019     | 12              | 2   |
| Paraguay | 2020     | 3               | 0   |
| Paraguay | 2021     | 11              | 1   |
| Paraguay | 2022     | 8               | 3   |
| Paraguay | 2023     | 5               | 1   |
| Paraguay | 2024     | 11              | 1   |
| Összesen | Összesen | 64              | 8   |

#### Gólok
| No. | Dátum                | Helyszín                                                 | Vál. | Ellenfél  | Eredmény | Végeredmény | Kiírás                         |
| --- | -------------------- | -------------------------------------------------------- | ---- | --------- | -------- | ----------- | ------------------------------ |
| 1   | 2019. szeptember 10. | Ammáni Nemzetközi Stadion, Ammán, Jordánia               | 23   | Jordánia  | 2–2      | 4–2         | Barátságos                     |
| 2   | 2019. november 14.   | Vaszil Levszki Nemzeti Stadion, Szófia, Bulgária         | 25   | Bulgária  | 1–0      | 1–0         | Barátságos                     |
| 3   | 2021. június 24.     | Estádio Nacional Mané Garrincha, Brazíliaváros, Brazília | 34   | Chile     | 2–0      | 2–0         | 2021-es Copa América           |
| 4   | 2022. március 24.    | Estadio Antonio Aranda, Ciudad del Este, Paraguay        | 43   | Ecuador   | 3–0      | 3–1         | 2022-es világbajnoki selejtező |
| 5   | 2022. június 10.     | Szuvon Világbajnoki Stadion, Szuvon, Dél-Korea           | 45   | Dél-Korea | 1–0      | 2–2         | Barátságos                     |
| 6   | 2022. június 10.     | Szuvon Világbajnoki Stadion, Szuvon, Dél-Korea           | 45   | Dél-Korea | 2–0      | 2–2         | Barátságos                     |

## Sikerei, díjai

### Klub
Cerro Porteño
- Paraguayi bajnok: 2013, Clausura, 2015, Apertura

Lanús
- Argentin bajnok: 2016
- Copa Bicentenario-győztes: 2016
- Argentin Szuperkupa-győztes: 2016

Atlanta United
- MLS Cup-győztes: 2018

### Egyéni
- Az év paraguayi játékos (ABC Color szavazás): 2017, 2018[21]
- Az év paraguayi játékos (Public vote): 2017[21]
- MLS All-Star: 2017,[22] 2018[23]
- MLS év csapata: 2017,[12] 2018[24]
- Az év újonca az MLS-ben: 2017[13]
- MLS – A hónap játékosa díj: 2018 április[25]
- Premier League – A hónap játékosa díj: 2022 október[16]
- Premier League – A hónap gólja díj: 2022 április,[26] 2022 október[17]